# Coupe d'Afrique des nations de football 1988
Navigation
Égypte 1986 Algérie 1990
La Coupe d'Afrique des nations de football 1988 est la seizième édition de la Coupe d'Afrique des nations. Elle a lieu au Maroc du 13 au 27 mars 1988. Elle est remportée par le Cameroun. La compétition devait avoir initialement lieu en Zambie, avant d'être octroyé au Maroc.

## Qualifications

### Nations qualifiés
| Pays          | Qualification     | Participations                                                  |
| ------------- | ----------------- | --------------------------------------------------------------- |
| Maroc         | Pays organisateur | 4 (1972, 1976, 1980, 1986)                                      |
| Égypte        | Tenant du titre   | 10 (1957, 1959, 1962, 1963, 1970, 1974, 1976, 1980, 1984, 1986) |
| Côte d'Ivoire | Tour préliminaire | 7 (1965, 1968, 1970, 1974, 1980, 1984, 1986)                    |
| Nigeria       | Tour préliminaire | 6 (1963, 1976, 1978, 1980, 1982, 1984)                          |
| Zaïre         | Tour préliminaire | 6 (1965, 1968, 1970, 1972, 1974, 1976)                          |
| Cameroun      | Tour préliminaire | 5 (1970, 1972, 1982, 1984, 1986)                                |
| Algérie       | Tour préliminaire | 5 (1968, 1980, 1982, 1984, 1986)                                |
| Kenya         | Tour préliminaire | 1 (1972)                                                        |

## Tournoi final

### Groupes
Groupe A (matchs à Casablanca)
- Algérie
- Côte d'Ivoire
- Maroc
- Zaïre

Groupe B (matchs à Rabat)
- Cameroun
- Égypte
- Kenya
- Nigeria

### Stades
- Stade Mohammed-V (Casablanca)
- Stade Moulay-Abdallah (Rabat)

### Résultats

#### Groupe A
1re journée
| 13 mars 1988 | Maroc            | 1 – 1 | Zaïre         | Stade Mohammed-V, Casablanca                        |                                                     |
|              | Merry 43e (pen.) |       | 88e Lutonadio | Spectateurs : 80 000 Arbitrage : Gebreyesus Tesfaye | Spectateurs : 80 000 Arbitrage : Gebreyesus Tesfaye |
|              | Rapport          |       |               | Spectateurs : 80 000 Arbitrage : Gebreyesus Tesfaye | Spectateurs : 80 000 Arbitrage : Gebreyesus Tesfaye |

| 13 mars 1988 | Côte d'Ivoire | 1 – 1 | Algérie      | Stade Mohammed-V, Casablanca                        |                                                     |
|              | A. Traoré 48e |       | 16e Belloumi | Spectateurs : 80 000 Arbitrage : Eganaden Cadressen | Spectateurs : 80 000 Arbitrage : Eganaden Cadressen |
|              | Rapport       |       |              | Spectateurs : 80 000 Arbitrage : Eganaden Cadressen | Spectateurs : 80 000 Arbitrage : Eganaden Cadressen |

2e journée
| 16 mars 1988 | Côte d'Ivoire | 1 – 1 | Zaïre       | Stade Mohammed-V, Casablanca                   |                                                |
|              | A. Traoré 74e |       | 37e Kabongo | Spectateurs : 45 000 Arbitrage : Ali Bennaceur | Spectateurs : 45 000 Arbitrage : Ali Bennaceur |
|              | Rapport       |       |             | Spectateurs : 45 000 Arbitrage : Ali Bennaceur | Spectateurs : 45 000 Arbitrage : Ali Bennaceur |

| 16 mars 1988 | Maroc           | 1 – 0 | Algérie | Stade Mohammed-V, Casablanca                  |                                               |
|              | El Haddaoui 52e |       |         | Spectateurs : 78 000 Arbitrage : Idrissa Sarr | Spectateurs : 78 000 Arbitrage : Idrissa Sarr |
|              | Rapport         |       |         | Spectateurs : 78 000 Arbitrage : Idrissa Sarr | Spectateurs : 78 000 Arbitrage : Idrissa Sarr |

3e journée
| 19 mars 1988 | Algérie      | 1 – 0 | Zaïre | Stade Mohammed-V, Casablanca                          |                                                       |
|              | Ferhaoui 36e |       |       | Spectateurs : 75 000 Arbitrage : Hugues Joseph Mongbo | Spectateurs : 75 000 Arbitrage : Hugues Joseph Mongbo |
|              | Rapport      |       |       | Spectateurs : 75 000 Arbitrage : Hugues Joseph Mongbo | Spectateurs : 75 000 Arbitrage : Hugues Joseph Mongbo |

| 19 mars 1988 | Maroc   | 0 – 0 | Côte d'Ivoire | Stade Mohammed-V, Casablanca                  |
|              |         |       |               | Spectateurs : 80 000 Arbitrage : Ally Hafidhi |
|              | Rapport |       |               |                                               |

| Place | Pays          | Pts | J | G | N | P | Buts + | Buts - | Diff. |
| 1er   | Maroc         | 4   | 3 | 1 | 2 | 0 | 2      | 1      | +1    |
| 2e *  | Algérie       | 3   | 3 | 1 | 1 | 1 | 2      | 2      | 0     |
| 2e *  | Côte d'Ivoire | 3   | 3 | 0 | 3 | 0 | 2      | 2      | 0     |
| 4e    | Zaïre         | 2   | 3 | 0 | 2 | 1 | 2      | 3      | -1    |

(*) : L'Algérie qualifiée après tirage au sort.

#### Groupe B
1re journée
| 14 mars 1988 | Cameroun | 1 – 0 | Égypte | Complexe sportif Moulay-Abdallah, Rabat        |                                                |
|              | Milla 5e |       |        | Spectateurs : 5 000 Arbitrage : Idrissa Traoré | Spectateurs : 5 000 Arbitrage : Idrissa Traoré |
|              | Rapport  |       |        | Spectateurs : 5 000 Arbitrage : Idrissa Traoré | Spectateurs : 5 000 Arbitrage : Idrissa Traoré |

| 14 mars 1988 | Nigeria                               | 3 – 0 | Kenya | Complexe sportif Moulay-Abdallah, Rabat     |                                             |
|              | Yekini 6e · Edobor 13e · Okosieme 33e |       |       | Spectateurs : 4 000 Arbitrage : Badara Sène | Spectateurs : 4 000 Arbitrage : Badara Sène |
|              | Rapport                               |       |       | Spectateurs : 4 000 Arbitrage : Badara Sène | Spectateurs : 4 000 Arbitrage : Badara Sène |

2e journée
| 17 mars 1988 | Cameroun  | 1 – 1 | Nigeria     | Complexe sportif Moulay-Abdallah, Rabat         |                                                 |
|              | Milla 21e |       | 2e Okwaraji | Spectateurs : 13 000 Arbitrage : Bester Kalombo | Spectateurs : 13 000 Arbitrage : Bester Kalombo |
|              | Rapport   |       |             | Spectateurs : 13 000 Arbitrage : Bester Kalombo | Spectateurs : 13 000 Arbitrage : Bester Kalombo |

| 17 mars 1988 | Égypte                         | 3 – 0 | Kenya | Complexe sportif Moulay-Abdallah, Rabat          |                                                  |
|              | Abdelhamid 2e 65e · Younes 58e |       |       | Spectateurs : 12 000 Arbitrage : Simon Bantsimba | Spectateurs : 12 000 Arbitrage : Simon Bantsimba |
|              | Rapport                        |       |       | Spectateurs : 12 000 Arbitrage : Simon Bantsimba | Spectateurs : 12 000 Arbitrage : Simon Bantsimba |

3e journée
| 20 mars 1988 | Cameroun | 0 – 0 | Kenya | Complexe sportif Moulay-Abdallah, Rabat       |
|              |          |       |       | Spectateurs : 25 000 Arbitrage : Badou Jasseh |
|              | Rapport  |       |       |                                               |

| 20 mars 1988 | Nigeria | 0 – 0 | Égypte | Complexe sportif Moulay-Abdallah, Rabat       |
|              |         |       |        | Spectateurs : 30 000 Arbitrage : Ali Bangoura |
|              | Rapport |       |        |                                               |

| Place | Pays     | Pts | J | G | N | P | Buts + | Buts - | Diff. |
| 1er   | Nigeria  | 4   | 3 | 1 | 2 | 0 | 4      | 1      | +3    |
| 2e    | Cameroun | 4   | 3 | 1 | 2 | 0 | 2      | 1      | +1    |
| 3e    | Égypte   | 3   | 3 | 1 | 1 | 1 | 3      | 1      | +2    |
| 4e    | Kenya    | 1   | 3 | 0 | 1 | 2 | 0      | 6      | -6    |

#### Demi-finales
| 23 mars 1988                                                                                      | Nigeria             | 1 – 1 a. p.                                                                                          | Algérie    | Complexe sportif Moulay-Abdallah, Rabat      |                                              |
|                                                                                                   | Belgherbi 36e (csc) | | 86e Maâtar | Spectateurs : 35 000 Arbitrage : Badara Sène | Spectateurs : 35 000 Arbitrage : Badara Sène |
|                                                                                                   | Rapport             | |            | Spectateurs : 35 000 Arbitrage : Badara Sène | Spectateurs : 35 000 Arbitrage : Badara Sène |
| Eguavoen · Odu · Uwe · Sofoluwe · Yekini · Okwaraji · Nwosu · Omokaro · Okafor · Rufai · Eguavoen | Tirs au but 9 – 8   | Belloumi · Belgherbi · Maâtar · Yahi · Menad · Bouafia · Medane · Chaib · Megharia · Drid · Belloumi |            | Spectateurs : 35 000 Arbitrage : Badara Sène | Spectateurs : 35 000 Arbitrage : Badara Sène |

| 23 mars 1988 | Maroc   | 0 – 1 | Cameroun     | Stade Mohammed-V, Casablanca                        |                                                     |
|              |         |       | 78e Makanaky | Spectateurs : 45 000 Arbitrage : Eganaden Cadressen | Spectateurs : 45 000 Arbitrage : Eganaden Cadressen |
|              | Rapport |       |              | Spectateurs : 45 000 Arbitrage : Eganaden Cadressen | Spectateurs : 45 000 Arbitrage : Eganaden Cadressen |

#### Match pour la3eplace
| 26 mars 1988                                                    | Maroc             | 1 – 1 a. p.                                                 | Algérie      | Stade Mohammed-V, Casablanca                  |                                               |
|                                                                 | Nader 67e         |                                                             | 87e Belloumi | Spectateurs : 10 000 Arbitrage : Ally Hafidhi | Spectateurs : 10 000 Arbitrage : Ally Hafidhi |
|                                                                 | Rapport           |                                                             |              | Spectateurs : 10 000 Arbitrage : Ally Hafidhi | Spectateurs : 10 000 Arbitrage : Ally Hafidhi |
| El Gharef · Benabicha · Ouadani · El Maataoui · Timoumi · Nader | Tirs au but 3 – 4 | Yahi · Djahmoune · Merzekane · Chaib · Megharia · Belgherbi |              | Spectateurs : 10 000 Arbitrage : Ally Hafidhi | Spectateurs : 10 000 Arbitrage : Ally Hafidhi |

#### Finale
| 27 mars 1988 | Cameroun         | 1 – 0 | Nigeria | Stade Mohammed-V, Casablanca                  |                                               |
|              | Kundé 55e (pen.) |       |         | Spectateurs : 50 000 Arbitrage : Idrissa Sarr | Spectateurs : 50 000 Arbitrage : Idrissa Sarr |
|              | Rapport          |       |         | Spectateurs : 50 000 Arbitrage : Idrissa Sarr | Spectateurs : 50 000 Arbitrage : Idrissa Sarr |

### Classement de la compétition
| |               |                         |
| \| Place \| Nation \| Stade de la compétition \| \| ------------------ \| ------------- \| ----------------------- \| \| Médaille d'or \| Cameroun \| Vainqueur \| \| Médaille d'argent \| Nigeria \| Finaliste \| \| Médaille de bronze \| Algérie \| Demi-finale \| \| 4 \| Maroc \| Demi-finale \| \| 5 \| Égypte T \| Premier tour \| \| 6 \| Côte d'Ivoire \| Premier tour \| \| 7 \| Zaïre \| Premier tour \| \| 8 \| Kenya \| Premier tour \| |               |                         |
| Place | Nation        | Stade de la compétition |
| Médaille d'or | Cameroun      | Vainqueur               |
| Médaille d'argent | Nigeria       | Finaliste               |
| Médaille de bronze | Algérie       | Demi-finale             |
| 4 | Maroc         | Demi-finale             |
| 5 | Égypte T      | Premier tour            |
| 6 | Côte d'Ivoire | Premier tour            |
| 7 | Zaïre         | Premier tour            |
| 8 | Kenya         | Premier tour            |

### Résumé par équipe
| Équipe        | Matches | Victoires | Nuls | Défaites | BP | BC | Diff. | Progression             |
| ------------- | ------- | --------- | ---- | -------- | -- | -- | ----- | ----------------------- |
| Cameroun      | 5       | 3         | 2    | 0        | 4  | 1  | +3    | Vainqueur               |
| Nigeria       | 5       | 1         | 3    | 1        | 5  | 3  | +2    | Finaliste               |
| Algérie       | 5       | 1         | 3    | 1        | 4  | 4  | 0     | Demi-finale (troisième) |
| Maroc         | 5       | 1         | 3    | 1        | 3  | 3  | 0     | Demi-finale (quatrième) |
| Égypte        | 3       | 1         | 1    | 1        | 3  | 1  | +2    | Premier Tour            |
| Côte d'Ivoire | 3       | 0         | 3    | 0        | 2  | 2  | 0     | Premier Tour            |
| Zaïre         | 3       | 0         | 2    | 1        | 2  | 3  | -1    | Premier Tour            |
| Kenya         | 3       | 0         | 1    | 2        | 0  | 6  | -6    | Premier Tour            |

### Équipe type de la compétition
| Gardien             | Défenseurs                                                          | Milieux                                                        | Attaquants                  | Sélectionneur |
| ------------------- | ------------------------------------------------------------------- | -------------------------------------------------------------- | --------------------------- | ------------- |
| Joseph-Antoine Bell | Tijani El Maataoui Emmanuel Kundé John Buana N'Galula Stephen Tataw | Jacques Kinkomba Kingambo Emile Mbouh Henry Nwosu Louis M'Fédé | Roger Milla Aziz Bouderbala | Claude Le Roy |

### Meilleurs buteurs
2 buts
- Lakhdar Belloumi
- Gamal Abdel Hamid
- Roger Milla
- Abdoulaye Traoré